# Croatian Indoors 1996
Il Croatian Indoors 1996 è stato un torneo di tennis giocato sul sintetico indoor. È stata la 1ª edizione del Croatian Indoors che fa parte della categoria ATP World Series ell'ambito dell'ATP Tour 1996. Si è giocato al Dom Sportova di Zagabria in Croazia dal 29 gennaio al 5 febbraio 1996.

## Campioni

### Singolare
Goran Ivanišević ha battuto in finale  Cédric Pioline con il punteggio di 3–6, 6–3, 6–2

### Doppio
Menno Oosting /  Libor Pimek hanno battuto in finale  Martin Damm /  Hendrik Jan Davids con il punteggio di 6–3, 7–6